# غابرييلي أوريالي
غابرييلي أوريالي (Gabriele Oriali) ، (كومو، 25 نوفمبر 1952) ، لاعب كرة قدم إيطالي سابق.
لعب مع منتخب إيطاليا لكرة القدم.

## مسيرته الكروية
لعب غابرييلي أوريالي خلال مسيرته الاحترافية مع ناديين في سبعة عشر موسمًا وسجل خلالها 40 هدف ضمن 382 مباراة. حيث فاز في موسمين بالكأس وفي موسمين بالدوري.
خاض غابرييلي أوريالي مسيرته مع نادي إنتر ميلان في موسم 1970–71 ليلعب معه ثلاثة عشر موسمًا، مشاركًا في 277 مباراة سجل خلالها 33 هدفًا. ثم انتقل إلى نادي فيورنتينا في موسم 1983–84 ليلعب معه أربعة مواسم، حيث شارك في 105 مباراة سجل خلالها 7 أهداف.

## روابط خارجية
- غابرييلي أوريالي على موقع الاتحاد الدولي (مؤرشف)  (الإنجليزية)
- غابرييلي أوريالي على موقع قاعدة بيانات كرة القدم.إي يو (الإنجليزية)
- غابرييلي أوريالي على موقع ناشيونال فوتبول تيمز (الإنجليزية)
- غابرييلي أوريالي على موقع عالم كرة القدم.نت (الإنجليزية)